# 斯科特·米勒
斯科特·米勒（英語：Scott Miller，1975年2月21日—），澳大利亚男子游泳运动员。他曾代表澳大利亚参加1996年夏季奥林匹克运动会游泳比赛，获得男子100米蝶泳银牌和男子4×100米混合泳接力铜牌。